# Nezávislí (spolek výtvarníků)
Nezávislí (1933–1935) byla skupina mladých výtvarníků, která svůj název zvolila vědomě jako výraz opozice proti zavedeným spolkům. Skupina se představila na třech výstavách v Topičově salonu v letech 1933–1935. Teoreticky skupinu zaštítil výtvarný kritik a estetik František Kovárna.

## Členové

### Jan Komárek
Jan Komárek (16. května 1904, Letovice (okr. Blansko)- 14. září 1965 Cvikov), byl sochař, keramik a kameník.
Vystudoval kamenosochařskou školu v Hořicích a pak v letech 1925–1932 Akademii výtvarných umění v Praze u profesora Otakara Španiela. V roce 1932 pobýval v Paříži.

### Antonín Marek Lukáš Machourek
Antonín Marek Lukáš Machourek (30. října 1913, Nítkovice (okr. Kroměříž) – 15. listopadu 1991 Paříž, pohřben na hřbitově v Kroměříži), byl ilustrátor, grafik, malíř, autor mozaik.
Studoval v letech 1934–1937 na Uměleckoprůmyslové škole v Praze u Břetislava Bendy a na Akademii výtvarných umění v Praze u Maxe Švabinského (1937–1939) a Vladimíra Pukla (1945–1946), pokračoval na École des Beaux-Arts v Paříži (1946–1948).
Byl zakladatelem mozaikářské školy v klášteře řádu Panny Marie Milosrdné ve španělském klášteře Poio, spolupracoval se Stanislavem Ulmanem při realizaci mozaik pro Staroměstskou radnici a pro Památník národního osvobození. Byl výtvarným redaktorem časopisu Jitro, ve 40. letech spolupracoval s nakladatelstvím Vyšehrad (Melville: Bílá velryba) a Krystal. Žil ve Španělsku a ve Francii.

### Arnošt Mandler
Arnošt Mandler (16. dubna 1886, Humpolec – 6. března 1964, Francie), byl malíř, spisovatel a překladatel do němčiny.
Studoval malířství na Akademii výtvarných umění v Praze, (prof. Vlaho Bukovac) a na Akademie der bildenden Künste ve Vídni, (prof. Christian Griepenkerl).

### Jaroslav Šmídra
Jaroslav Šmídra (16. dubna 1909, Hlinsko – 20. května 1986, Hlinsko), byl malíř, sochař, keramik, galerista a veřejný činitel.
Studoval v letech 1926–1929 na Uměleckoprůmyslové škole v Praze keramickou tvorbu u prof. Josefa Mařatky a Heleny Johnové a v letech 1929–1933 figurální malbu na Akademii výtvarných umění v Praze u prof. Maxe Švabinského. V roce 1933 byl na studijním pobytu v Paříži.

V letech 1935–43 byl členem SVU Mánes.
Po roce 1945 člen KSČ, 1954–1955 činný jako ředitel Krajské galerie v Pardubicích.

### Jaromír Wíšo
Jaromír Wíšo (11. ledna 1909, Praha – 26. dubna 1992, Praha) byl právník a malíř.
Vystudoval Právnickou fakultu UK a malířství v ateliéru Karla Holana.
V letech 1936–1956 byl členem Jednoty umělců výtvarných
Pravidelně vystavoval až do roku 1969 a je zastoupen ve sbírkách těchto galerií: Národní galerie v Praze, Galerie hlavního města Prahy, Krajská galerie výtvarného umění ve Zlíně, Východočeská galerie v Pardubicích, Západočeská galerie v Plzni.

### Společné výstavy Nezávislých
- I. výstava Nezávislých, Topičův salon, Praha, 30. 9. – 19. 10. 1933.
- II. výstava Nezávislých, Topičův salon, Praha, 12. 1. – 3. 2. 1935.
- III. výstava Nezávislých, Topičův salon, Praha, 26. 10. – 14. 11. 1935.